# Camptomyia artemisiae
Camptomyia artemisiae är en tvåvingeart som först beskrevs av Rubsaamen 1916.  Camptomyia artemisiae ingår i släktet Camptomyia och familjen gallmyggor.
Artens utbredningsområde är Tyskland. Inga underarter finns listade i Catalogue of Life.